# Miroslav Křičenský
Miroslav Křičenský (20. dubna 1915 Dašice – 15. března 1943 okolí Mnichova byl československý voják a příslušník výsadku Iridium.

## Mládí
Narodil se 20. dubna 1915 v Dašicích u Pardubic. Otec Josef byl učitel a později ředitel Měšťanské školy, matka Marie, rozená Svobodová byla v domácnosti. Měl osm sourozenců.
Absolvoval obecnou školu Dašicích a v letech 1936-1933 vystudoval reálné gymnázium v Pardubicích. Maturitu složil na gymnáziu v Praze. Po maturitě dobrovolně narukoval k 8. dragounskému pluku v Dašicích. 10. února 1935 absolvoval v Pardubicích školu pro důstojníky jezdectva a byl povýšen na desátníka aspiranta. Již v hodnosti podporučíka jezdectva byl 30. září 1935 přijat do druhého ročníku Vojenské akademie v Hranicích. V hodnosti poručíka se 1. září 1936 vrátil ke svému pluku do Dašic. V letech 1938 až 1939 postupně sloužil u dragounů v Prešově, Košicích či v Turjé Bystré na Podkarpatské Rusi.
Po německé okupaci se vrátil zpět do protektorátu. 18. dubna 1939 byl z armády propuštěn.

## V exilu
Společně s Kindlem a Špotem 13. července 1939 přešli nedaleko Ostravy hranice do Polska. Po prezentaci na československém konzulátu podepsal závazek k Cizinecké legii a byl odeslán do Tunisu. Po vypuknutí 2. světové války byl prezentován u československé zahraniční armády. Bojů o Francii se nezúčastnil. Po evakuaci do Anglie 7. července 1940 byl zařazen ke kulometné rotě. V říjnu téhož roku byl povýšen do hodnosti nadporučíka. Po dobrovolném přihlášení se k výcviku pro zvláštní úkoly absolvoval od 16. června do 8. listopadu 1942 Assault kurz a parakurz. Poté, již po zařazení do výsadku Iridium, se zranil na noze. Po vyléčení absolvoval od 1. listopadu 1942 do konce roku paravýcvik, zpravodajský kurz a výcvik v šifrování a mikrofotografii.

## Nasazení
Letadlo s výsadkem Iridium odstartovalo 14. března 1943 spolu s letadlem přepravující výsadek Bronse. Nedaleko Mnichova bylo zasaženo německou protileteckou obranou. Křičenský následně zahynul v troskách letounu. Pohřben byl v Perlacherském lese u Mnichova (Friedhof am Perlacher Forst).

## Po válce
Dne 1. prosince 1945 byl in memoriam povýšen do hodnosti štábního kapitána.
V Dašicích po něm byla pojmenována ulice a na domě čp. 306 umístěna pamětní deska.

Česká republika několik let jednala s bavorskou stranou o přemístění ostatků. V dubnu 2025 ředitel odboru pro válečné veterány a válečné hroby ministerstva obrany Robert Speychal oznámil, že v nejbližší době dojde k jejich převozu do ČR.

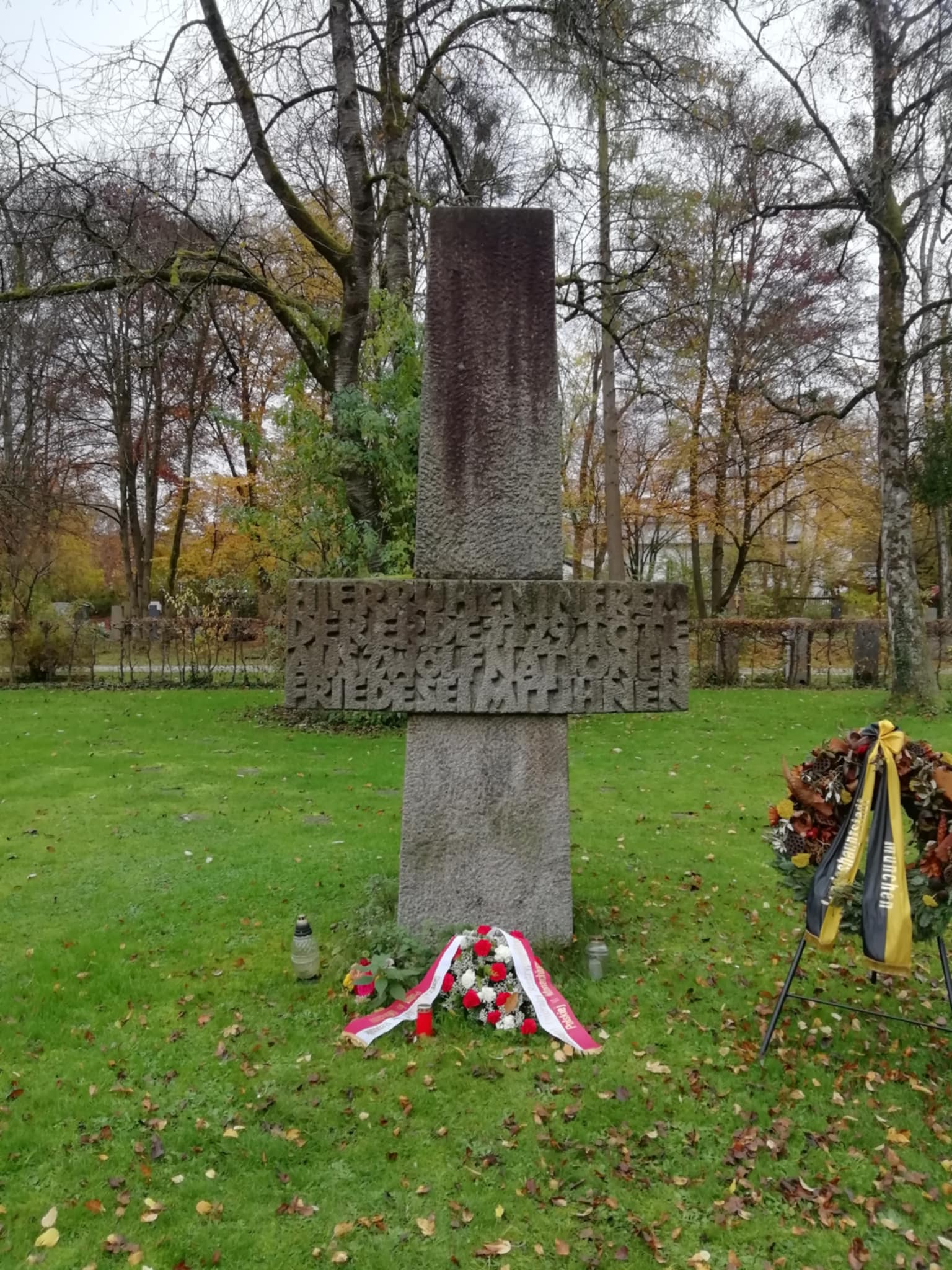
Hřbitov Perlacher Forst, Mnichov
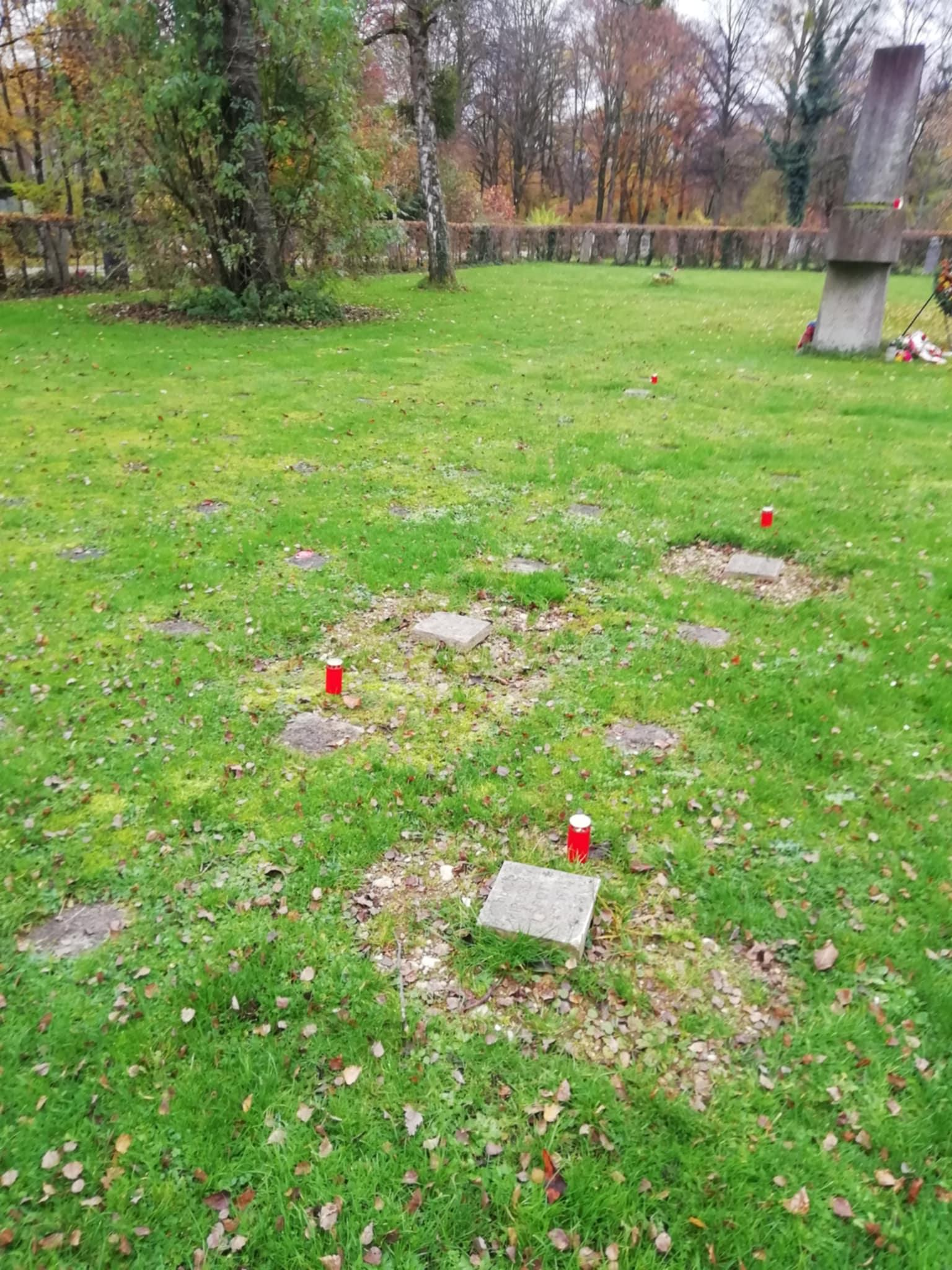
Hroby výsadků Iridium a Bronze, hřbitov Perlacher Forst, Mnichov
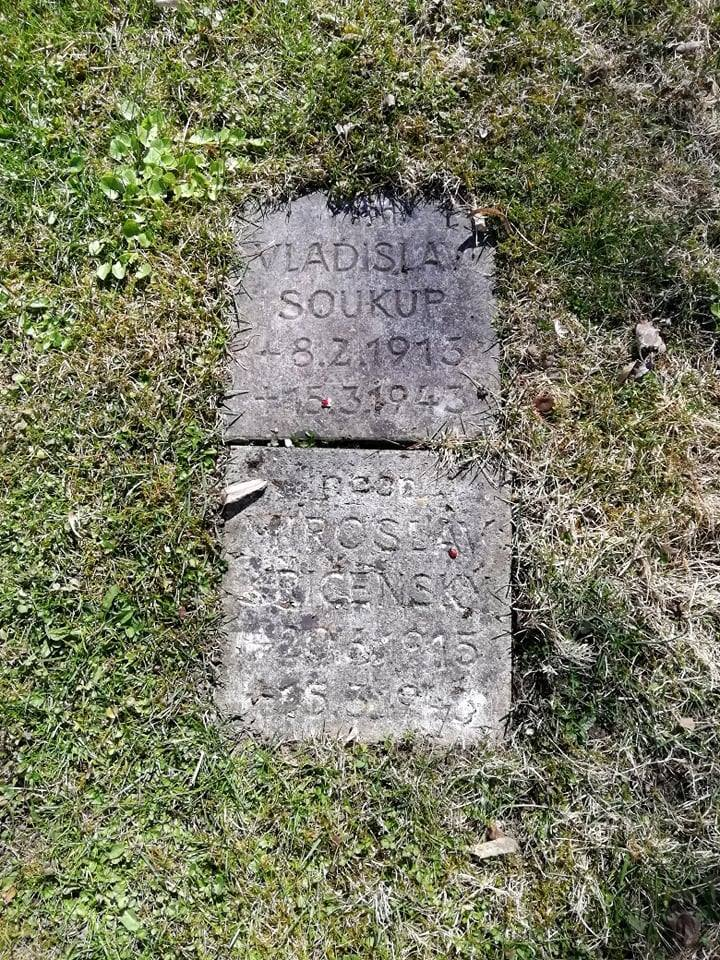
Hroby Vladislava Soukupa a Miroslava Křičenského na hřbitově Perlacher Forst

## Vyznamenání
- 1944 -  Pamětní medaile československé armády v zahraničí se štítky Francie a Velká Británie
- 1945 -  Československý válečný kříž 1939